# Joe Benjamin
Pour les articles homonymes, voir Benjamin.
Joseph Rupert Benjamin (dit Joe) (né à Atlantic City le 4 novembre 1919 et mort le 26 janvier 1974) est un contrebassiste américain de jazz.

## Discographie partielle
- 1954 : Sarah Vaughn :  Shulie A Bop
- 1957 :  Bob Brookmeyer Quintet : Traditionalism Revisited, Pacific Jazz Records, PJ 1233